# Сходимость по мере
Сходимость по ме́ре — вид сходимости измеримых функций, заданных на пространстве с мерой: последовательность почти всюду конечных измеримых вещественных функций {\displaystyle (f_{i})_{i=1}^{\infty }}, заданных на пространстве с мерой {\displaystyle (X,{\mathcal {F}},\mu )} сходится к {\displaystyle f\colon X\to \mathbb {R} } по мере {\displaystyle \mu }, если для любого {\displaystyle \varepsilon >0} множество различающихся более, чем на {\displaystyle \varepsilon } значений между функциями последовательности от {\displaystyle f}, стремится к мере нуль:
{\displaystyle \forall (\varepsilon >0)\lim \limits _{n\to \infty }\mu {\Big \{}x\in X\;{\Big |}\;\varepsilon \leqslant |f_{n}(x)-f(x)|{\Big \}}=0}.
Сходимость по мере {\displaystyle \mu } на измеримом множестве {\displaystyle E\in {\mathcal {F}}} — соответствующее свойство на {\displaystyle E}:
{\displaystyle \forall (\varepsilon >0)\lim \limits _{n\to \infty }\mu {\Big \{}x\in E\;{\Big |}\;\varepsilon \leqslant |f_{n}(x)-f(x)|{\Big \}}=0}.
Локальная сходимость {\displaystyle (f_{i})_{i=1}^{\infty }} по мере {\displaystyle \mu } — сходимость на всех {\displaystyle E\in {\mathcal {F}}}; иногда в этом контексте о сходимости на {\displaystyle X} говорят как о глобальной сходимости по мере. В случае конечной меры локальная и глобальная сходимость эквивалентны.
Определение сходимости по мере (по вероятности) может быть обобщено для отображений, принимающих значения в произвольных измеримых метрических пространствах; в частности, все основные свойства сходимости по мере сохраняются для сепарабельных банаховых пространств.
Стандартные обозначения (глобальной) сходимости по мере {\displaystyle \mu }: {\displaystyle f_{n}{\stackrel {\mu }{\longrightarrow }}f}, {\displaystyle f_{n}\longrightarrow f(\mu )}, {\displaystyle f=\mu -\lim f_{n}}.

## Свойства
Последовательность {\displaystyle (f_{i})_{i=1}^{\infty }} называется фундаментальной по мере {\displaystyle \mu }, если:
{\displaystyle \forall (\varepsilon >0)\lim \limits _{n\to \infty }\sup \limits _{m\geqslant 1}\mu {\Big \{}x\in X\;{\Big |}\;\varepsilon \leqslant |f_{n+m}(x)-f_{n}(x)|{\Big \}}=0};
сходимость по мере и фундаментальность по мере эквивалентны.
Если последовательность сходится по мере к {\displaystyle f}, то у неё существует подпоследовательность, сходящаяся почти всюду к {\displaystyle f} (Рис). Если {\displaystyle \mu X} конечна, то сходимость почти всюду к почти всюду конечной функции эквивалентна сходимости по мере (критерий сходимости по мере). Если же {\displaystyle \mu X=\infty }, то даже сходимость всюду, вообще говоря, не влечёт сходимости по мере.
Сходимость в среднем порядка {\displaystyle p} (то есть сходимость в {\displaystyle L^{p}}, при {\displaystyle p\geqslant 1}) влечёт сходимость по мере к той же предельной функции; обратное, вообще говоря, неверно.
Посредством введения семейства псевдометрик {\displaystyle \rho _{E}} над {\displaystyle E\in {\mathcal {F}}}:
{\displaystyle \rho _{E}(f_{1},f_{2})=\int \limits _{E}\min\{|f_{1}-f_{2}|,1\}\,d\mu }
строится топологическое пространство, в котором локальная сходимость по мере эквивалентна сходимости в индуцированной этим семейством псевдометрик топологии.

## Сходимость по вероятности
Поскольку вероятностное пространство {\displaystyle (\Omega ,{\mathcal {F}},\mathbb {P} )} — пространство с (вероятностной) мерой {\displaystyle \mathbb {P} }, то сходимость по мере естественным образом переносится на теорию вероятностей с сохранением всех общих свойств: последовательность случайных величин {\displaystyle (X_{i})_{i=1}^{\infty }} сходится по вероятности {\displaystyle \mathbb {P} } к случайной величине {\displaystyle X}, если:
{\displaystyle \forall (\varepsilon >0)\lim \limits _{n\to \infty }\mathbb {P} (|X_{n}-X|>\varepsilon )=0}.
Стандартное обозначение: {\displaystyle X_{n}{\stackrel {\mathbb {P} }{\longrightarrow }}X}.
Если последовательность случайных величин {\displaystyle X_{n}} сходится по вероятности к {\displaystyle X}, то она сходится к {\displaystyle X} и по распределению. Если последовательность случайных величин {\displaystyle X_{n}} сходится по вероятности к {\displaystyle X}, то для любой непрерывной функции {\displaystyle f(x)} верно, что {\displaystyle f(X_{n})\to f(X),n\to \infty }. Это утверждение верно для любой непрерывной функции многих переменных, в частности {\displaystyle X_{n}+Y_{n}\to X+Y,n\to \infty }. Теорема Слуцкого позволяет складывать и умножать сходящиеся по вероятности и по распределению функции.
Топологию сходимости по вероятности реализует метрика Цюй Фаня (Цюй Фань, 1962):
{\displaystyle {\mathfrak {K}}(X,Y)=\inf {\big \{}\varepsilon \mid \mathbb {P} (d(X,Y)<\varepsilon )<\varepsilon {\big \}}},
являющаяся минимальной по отношению к метрике Леви — Прохорова (Штрассен, 1965).